# La Hiruela
La Hiruela – niewielka miejscowość w Hiszpanii we wspólnocie autonomicznej Madryt, około 105 km na północ od Madrytu. Liczy zaledwie 74 mieszkańców.